# Juanulloeae
Tribu
La tribu des Juanulloeae regroupe des plantes de la sous-famille des Solanoideae dans la famille des Solanaceae. 

## Liste des genres et espèces
Selon NCBI (3 mars 2012) :
- genre Dyssochroma
  - Dyssochroma viridiflora
- genre Hawkesiophyton
  - Hawkesiophyton ulei
- genre Markea
  - Markea panamensis
  - Markea ulei
- genre Merinthopodium
  - Merinthopodium neuranthum
- genre Schultesianthus
  - Schultesianthus leucanthus
  - Schultesianthus megalandrus